# Universidade Adventista da Bolívia
A Universidade Adventista da Bolívia, ou UAB, é uma universidade cristã mista privada na cidade de Vinto, Cochabamba. A universidade está vinculada à Igreja Adventista do Sétimo Dia e oferece títulos em seis campos principais: Teologia, Ciências da Saúde, Enfermagem, Educação, Ciências Econômicas e Administrativas (Negócios, etc.) e Engenharia.
A UAB é a única universidade adventista na Bolívia, mas é um dos dez estabelecimentos deste tipo na América do Sul. É parte do sistema educacional adventista, o segundo maior sistema escolar cristão do mundo.

## Histórico
O projeto educacional teve início em 1928 na localidade rural de Collana, situado no Departamento de La Paz com o nome inicial de Instituto Boliviano Adventista. O Instituto, que em 1931 recebeu o reconhecimento oficial das autoridades educacionais bolivianas, foi transferido anos mais tarde para Vinto, no Valle Bajo do Departamento de Cochabamba. 
Nesta nova localização, as tarefas do Instituto foram enriquecidas. Os estudos secundários foram acrescentados em 1957 à Escola Normal Rural e em 1973 à Escola Normal Urbana. Ambos produziram toda uma geração de professores e professoras que dinamizaram o ensino na Bolívia. 

## Mudança
Com base na experiência acumulada ao longo de mais de seis décadas de trabalho com educação, decidiu-se incursionar na formação universitária. Foi assim que o Ministério de Educação e Cultura, através da Resolução Ministerial N° 1.047 de 31 de julho de 1991, autorizou a abertura e funcionamento da Universidade Adventista da Bolívia, que hoje tem 32 anos. Atualmente, a UAB oferece 14 cursos a nível de licenciatura divididas em suas cinco faculdades.